# .pa
.paは国別コードトップレベルドメイン（ccTLD）の一つで、パナマに割り当てられている。
アメリカ合衆国ペンシルベニア州の郵便コードがPAであるため、ペンシルベニア州でも若干使われている。
1つのサーバがダウンした時のため、離れた場所に2つのDNSサーバがあることが求められる。しかしこの規則は重く考えられておらず、実際はホストのプロバイダのみのサイトがほとんどである。地理的に離れた場所にDNSサーバが必要なことに疑問を呈す人もいる。

## セカンドレベルドメイン
- net.pa
- com.pa
- ac.pa
- sld.pa
- gob.pa
- edu.pa
- org.pa
- abo.pa
- ing.pa
- med.pa
- nom.pa